# Tam Kỳ
Tam Kỳ wymowaⓘ – miasto w środkowym Wietnamie, stolica prowincji Quảng Nam. W 2008 roku ludność miasta wynosiła 57 065 mieszkańców.